# Tillandsia brachycaulos
Tillandsia brachycaulos är en gräsväxtart som beskrevs av Diederich Franz Leonhard von Schlechtendal. Tillandsia brachycaulos ingår i släktet Tillandsia och familjen Bromeliaceae. Inga underarter finns listade i Catalogue of Life.